# Angelo Arciglione
Angelo Arciglione (Acri, 1982) è un pianista italiano.

## Biografia
Si è formato alla scuola pianistica di Maria Tipo. È stato premiato in vari concorsi pianistici internazionali: San Marino 2012 (3º premio), “Gurwitz” di San Antonio (USA) 2012 (2º premio), Hilton Head (USA) 2010, Scriabin di Grosseto 2010 (3º premio ex aequo), Porrino di Cagliari 2010 (2º premio) e Pozzoli di Seregno 2005.
Particolarmente interessato al repertorio pianistico italiano del Novecento storico, ha riscoperto e inciso in prima mondiale composizioni inedite di Mario Castelnuovo-Tedesco, raccolte in due album accolti positivamente dalla critica nazionale e internazionale. Si è dedicato inoltre all’esecuzione di pagine di raro ascolto di Giorgio Federico Ghedini.
È docente di pianoforte presso il Conservatorio di Musica di Cosenza.

## Discografia
- 2018 – Exotica (Digressione Music)
- 2019 – Dedications (Digressione Music)